# Myrmeleon viridis
Myrmeleon viridis är en insektsart som beskrevs av Böber 1793. Myrmeleon viridis ingår i släktet Myrmeleon och familjen myrlejonsländor. Inga underarter finns listade i Catalogue of Life.